# Quadragesimo anno
Quadragesimo Anno (v prevodu: Ob štiridesetletnici) je papeška okrožnica (enciklika), ki jo je objavil papež Pij XI. 15. maja 1931. Okrožnica je nastala kot odgovor na veliko depresijo in je pozvala k vzpostavitvi boljšega družbenega sistema.

## Okoliščine nastanka
Okrožnica Pija XI. Quadragesimo anno je pisana v času prve velike krize industrijskega razvoja, krepitve svetovnega imperializma in nastanka prve komunistične države. Zunanji povod zanjo je štirideseta obletnica okrožnice Leona XIII. Rerum novarum.

## Vsebina
Quadragesimo anno je prvi obračun uspehov katoliškega družbenega nauka, Leonovih smernic za reševanje delavskega vprašanja. Papež ugotavlja, da jih niso sprejemali vsi ljudje, posebno tisti ne, ki so imeli od divjega svobodnega gospodarstva koristi. Ti so ščuvali proti Cerkvi in njenemu vmešavanju v družbenopolitične zadeve.
Okrožnica Quadragesimo anno najprej povzame razmere, v katerih je nastala okrožnica Rerum Novarum in ugotavlja, kaj so po njenem izidu storili Cerkev, država, delodajalci in delavci. Cerkev je spodbujala nravno življenje in usmerjala k družbeni pravičnosti po nauku evangelija. Razširilo se je preučevanje katoliškega družbenega nauka in socialnih razmer. Začeli so s socialnimi tečaji, kot so jih na Slovenskem organizirali Janez Evangelist Krek in nasledniki. Delavska društva so okrepila zavest delavcem in pripomogla k zaščiti njihovega položaja.
Države so pogumneje poskrbele ne le za zakonodajo, ampak tudi za pravičnejši družbeni red, še posebej so zaščitile svoje najbednejše državljane. Razvilo se je posebno območno delavsko pravo, njegovi uveljavitvi so nemalokrat pripomogli katoliški laiki in duhovniki, ki so pogumno zastavili svojo besedo v parlamentu.
Delavci sami so v društvih uveljavljali svojo pravico. Razvila so se tudi mešana društva delodajalcev in delavcev. Poseben vpliv na katoličane so imeli krščanski sindikati, kjer pa to ni bilo mogoče, so katoličani pristopali tudi k neverskim. Poleg delavskih so nastala tudi druga združenja, kot npr. zadruge. Skratka, okrožnica Rerum novarum se je, po Pijevih besedah, izkazala kot Magna Charta družbenega reda.
Novi časi pa zahtevajo novih rešitev in dodatnih pojasnil. Kljub temu da posebno liberalni krogi Cerkev kritizirajo, ker posega na družbeno področje, se mora ta odzvati, čeprav njena glavna skrb nista gospodarski in družbeni red, pač pa nravni. Ker ta vpliva na oba omenjena, mora Cerkev tudi za to zastaviti svojo besedo.
Glede vprašanja lastnine papež znova poudari pomen zasebne lastnine. Treba pa je razlikovati med pravico do lastnine in njeno uporabo. Pij XI. se ogradi tako od (skrajnega) individualizma kot od socializma, poudari pa nujnost lastninske pravice in njene rabe, in nalogo države, da lastnino zaščiti. Poleg teh zakonitosti veljajo še druge kreposti, ki pa niso pod pravno obvezo (kot lastnina). Država mora lastnino spraviti v sklad z načeli obče blaginje. Treba je najti vzajemen odnos dela in kapitala. Ne sme se uničiti kapitala, ni pa dovoljeno izkoriščati delavcev za rast kapitalskega dobička. Soglasje je treba iskati z dogovori, ne s silo, in skrbeti je za to, da bo vsak dobil svoj delež. Tako bo mogoče uresničiti bistveno zahtevo Leona XIII.: odrešenje proletarcev. To je postalo v Pijevem času pomembno zaradi razširitve industrije in z njo povezanih zlorab, ki jih izvajajo posebno monopoli, po vsem svetu. Med pomembne zahteve sodi pravična plača, ki naj omogoči vzdrževanje delavca in njegove družine. Uredijo naj se delovne razmere, vse naj teži k obči blaginji. Nove razmere terjajo prehod od gospodarske tekme k družbenemu sodelovanju: papež zahteva socialno gospodarstvo, ne le svobodno gospodarsko tekmo.
Svetovni razvoj pa je okrepil tekmovanje in samodrštvo. Individualizem spodjeda družbeno življenje. Sprememba družbenega reda je uničila posamezne enote, zato papež izpostavi subsidiarno načelo in svobodnost združenj, t. i. korporacij. Država takih samostojnih enot ne sme "pogoltniti".
Spremenil se je tudi socializem in se razdelil v milejšo in v radikalnejšo, komunistično smer. Papež poziva katoličane, ki so se predali socialističnemu taboru, naj se vrnejo v katolištvo. Pomembna podlaga prenove sistema je obnova nravi. Doseči jo bo mogoče z utrditvijo krščanskih načel. K temu ob koncu papež še posebej vabi katoličane in jih poziva k dejavnemu družbenemu življenju iz vere.

## Kritika enciklike
Okrožnica precej podrobno opisuje želeno družbeno strukturo. Sklicuje se na nastajajočo (fašistično) korporativistično družbo. Tak družbeni model ocenjuje kot vzoren, ob nekaterih opozorilih.
91. ... V zadnjem času, kot vsi vemo, nastaja poseben sistem sindikatov in poklicnih združenj, ki jih je glede na temo te okrožnice primerno tukaj na kratko opisati in oceniti.

...

93. Združenja ali korporacije so sestavljene iz predstavnikov iz obeh stanov (to je, delavcev in delodajalcev) v isti panogi ali poklicu in so organi oziroma institucije države, ki jih usmerja in usklajuje njihovo dejavnosti v zadevah skupnega pomena, s skupnim ciljem.

94. Stavke in izprtja so prepovedana; če strani ne moreta rešiti spora posreduje pristojen državni organ.

95. Vsakdo, ki se vsaj nekoliko seznani s to zadevo bo zlahka videli očitne prednosti na kratko opisanega sistema: Različni razredi delajo skupaj v miru, socialistične organizacije in njihove dejavnosti so izrinjene, posebni razsodniški organ odloča ob sporih. ...
— Pij XI., Quadragesimo Anno, prevod iz uradne izdaje
Enciklika opozarja na potrebno relativno svobodo združenj in duhovno in etično (cerkveno) usmerjanje dela združenj.
Murray Rothbard, zagovornik proste trgovine liberalne avstrijske ekonomske šole pribije:
Quadragesimo Anno, ... , je virulentno anti-kapitalistično in dejansko pro-fašistično besedilo. Fašistoidna tendenca se kaže v evropskem katolicizmu med vojnama v propagiranju korporativne države kot svojega ideala.— Murray Rothbard, Catholicism and Capitalism, 1959/1960
Quadragesimo anno ponuja korporativistično »tretjo pot« med liberalnim kapitalizmom in komunizmom. Možno jo je tolmačiti kot podporo za fašistoidno oziroma klerofašistično družbeno ureditev. Objavljena je bila v skrajno napetem ozračju vzpona fašizma v Italiji in nacističnim prevzemom oblasti v Nemčiji in tik pred špansko državljansko vojno.
Okrožnici Mit brennender Sorge in Divini Redemptoris, obe Pij XI. v letu 1937, sta nadalje opredeljevali položaj RKC v prihajajočem svetovnem spopadu. V prvi graja nemško oblast zaradi kršenja konkordata med RKC in nacizmom iz leta 1933 in zaradi rasizma, v drugi pa obsoja komunizem. Idejna vodila papeža Pija XI. so se izkazala prešibka, da bi se RKC izognila sporni vlogi v času 2. svetovne vojne, ko je ponekod duhovstvo čezmerno sodelovalo z okupacijskimi naci-fašističnimi oblastmi.